# Alejandro Corichi
Alejandro Corichi es un físico teórico que trabaja en el grupo de Gravedad Cuántica de la Universidad Nacional Autónoma de México (UNAM). Obtuvo su licenciatura en la UNAM (1991) y su doctorado en la Universidad Estatal de Pensilvania (1997). Su campo de estudio es la relatividad general y la gravedad cuántica, donde ha contribuido a la comprensión de los aspectos clásicos de los agujeros negros, a la no conmutatividad y a los agujeros negros dentro del enfoque conocido como gravedad cuántica de bucles y a la cosmología cuántica de bucles.